# Давыдов, Алексей Кузьмич
Алексе́й Кузьми́ч Давы́дов (1790—1857) — вице-адмирал, педагог, директор Штурманского училища и Морского кадетского корпуса.

## Биография
Родился 16 мая 1790 года в Москве, в семье отставного коллежского регистратора. Вследствие смерти отца и наступившей после того семейной неурядицы молодой Давыдов до тринадцатилетнего возраста оставался безграмотным. В 1803 году в его судьбе принял участие его дядя генерал-майор Игнатий Иванович Иванов, служивший в Адмиралтействе. Он взял его к себе в семью и определил в марте 1803 года в Морской кадетский корпус. Давыдов вскоре выказал здесь свои богатые способности, догнал всех своих сверстников и оказал особенные успехи в математике.
В 1806 году, уже гардемарин, Давыдов принимает участие в плавании в практической эскадре, а в 1808 году, во время военных действий против Швеции, он был назначен на корабль «Благодать», крейсировавший под флагом адмирала Ханыкова, и принимал участие в нескольких сражениях. В 1809 году его назначают на шлюп «Тизби», с производством в мичманы; на этом шлюпе он служил и в Отечественную войну 1812 года, когда транспортные суда русского флота были заняты перевозкой десантных войск с Аландских островов в Ревель.
В кампании 1813 года, произведённый в лейтенанты, поступил на бриг «Коммерстракс» и участвовал в блокировании Данцига. Этим кончается его собственно морская карьера, так как с 1814 года он всецело отдает себя педагогической деятельности, поступив преподавателем в Морской корпус.
После П. Я. Гамалея Давыдов был первым из выпускников Морского корпуса, посвятившим себя педагогической деятельности. Он преподавал здесь математические науки: дифференциальное и интегральное счисления, астрономию, навигацию, алгебру, механику, и в течение восемнадцати лет был при корпусе в звании ротного командира. В 1832 году его назначили инспектором 1-го штурманского полуэкипажа (Штурманского училища).
Состояние этого училища было тогда крайне печально. Содержали воспитанников скверно, обращались грубо, и главным пособием воспитания были розги. Зато печальное внутреннее состояние училища красиво маскировалось вытяжкой и батальонными учениями, которым стали посвящать все более и более времени. Новый инспектор пришел на помощь науке, которая от такого порядка далеко не выигрывала; он заменил неспособных преподавателей людьми знающими и умелыми наставниками, и таким образом упорядочил преподавание.
Назначенный в 1837 году директором училища, он получил большую свободу действий и докончил дело преобразования училища, в 1839 году произведён в генерал-майоры флота. Император Александр II обратил внимание на его плодотворную деятельность и в 1855 году произвёл в генерал-лейтенанты флота, а назначил его в 1856 году директором Морского корпуса, с переименованием в вице-адмиралы. Найдя состояние Морского корпуса далеко не блестящим, Давыдов начал было и здесь свои преобразования, но у него уже не хватило сил и здоровья, чтобы довести это дело до конца. Чрезмерное напряжение сил не замедлило отразиться на его здоровье, и он умер 19 декабря 1857 года в Санкт-Петербурге; похоронен он на Смоленском православном кладбище.
Среди прочих наград Давыдов имел орден св. Георгия 4-й степени, пожалованный ему 3 декабря 1834 года за беспорочную выслугу 25 лет в офицерских чинах (№ 4988 по кавалерскому списку Григоровича — Степанова).